# SMS Nürnberg (1906)
SMS «Nürnberg» (Корабль Его Величества «Нюрнберг») — немецкий бронепалубный крейсер типа «Кёнигсберг», участник Первой мировой войны. Потоплен в Фолклендском бою.

## Конструкция
«Нюрнберг» был заказан как «эрзац Blitz» и был заложен на Императорской верфи в Киле 26 января 1906 года. Вовремя спуска на воду 28 августа 1906 года мэр Нюрнберга, окрестил корабль как Нюрнберг, после началась достройка на плаву. Он был введен в эксплуатацию 10 апреля 1908 года. Корабль имел длину 116,8 метров, ширину 13,3 м и проектное углубление 5,24 м, полное водоизмещение составило 3902 т. Силовая установка состояла из двух 3-цилиндровых машин тройного расширения с одиннадцатью угольными котлами военно-морского типа. На испытаниях удалось развить максимальную скорость 23,4 узла.
Дальность плаванья составляла 4120 морских миль на ходу 12 узлов.

### Вооружение
Главный калибр состоял из десяти 10,5 см SK L/40 орудий в одиночных установках. Два из них были помещены бок о бок впереди на баке, шесть были расположены в средней части судна, три с каждой стороны, и два были помещены бок о бок на корме. Пушки могли поражать цели на дальностях до 12 200 м. Боекомплект составлял 1500 выстрелов (150 снарядов на ствол). Крейсер был также вооружен десятью 5,2 см L/55 орудиями с общим боезапасом 4000 выстрелов. Кроме того имелись два 45 см траверсных подводных торпедных аппарата с общим запасом из пяти торпед.

## История службы

### Первые годы
Первым командиром корабля был капитан Георг Шур, который проводил испытания на корабле. С 27 октября 1907 по 19 января 1908 под руководством Шура проводились испытания турбин на «Штеттине», а с 1 февраля по 9 апреля 1908 на «Штутгарте». 11 июля 1908 корабль на 20 месяцев был законсервирован ввиду нехватки моряков, а отправлять судно на длительное задание в Атлантику или Индийский океан было очень рискованно. «Штутгарт» аналогично был законсервирован через 10 месяцев.

### В Восточно-Азиатской эскадре
1 февраля 1910 «Нюрнберг» вернулся в строй, вошёл в состав Восточно-Азиатской эскадры вместо старого крейсера «Аркона», 14 февраля покинул порт Вильгельмсхафена, в начале марта в Порт-Саиде встретился с «Арконой» и пополнил личный состав моряками с этого крейсера. 5 апреля прибыл в Сингапур, затем прибыл на базу эскадры в Циндао. В первый крупный поход вышел 20 июня при поддержке крейсера «Шарнхорст» через Сайпан, острова Чуук, Понпеи в Самоа, где «Нюрнберг» встретился 19 июля с крейсерами «Корморан», «Кондор» и флагманским кораблём «Эмден», которые возвращались из Южной Америки и собирались прибыть к 22 июля обратно на базу для ремонта. Флагманский крейсер при поддержке двух лёгких крейсеров прибыл в Фридрих-Вильгельмсхафен, где его начали ремонтировать. «Нюрнберг» покинул гавань после того, как туземцы убили нескольких моряков с его борта. Также он оказал судну «Планета» помощь, сопровождая его с 9 по 24 сентября через Зондский пролив в Сингапур для ремонта. Позднее он вошёл в крейсерскую эскадру во главе с «Лейпцигом», в 1911 году сопровождал флагманский тяжёлый крейсер «Гнейзенау», позднее сопровождал конвой из четырёх канонерских лодок типа «Илтис», три речных канонерки и два эсминца: «Таку» и «S-90».
В следующем походе «Нюрнберг» при поддержке «Эмдена» и «Корморана» участвовал в подавлении Сокехского восстания в начале 1911 года. Осенью того же года начались волнения в Китае, но ещё в мае и июне «Нюрнберг» посещал китайское побережье, пройдя по дельте Янцзы к городу Ухань. В конце 1912 года корабль стал на ремонт.

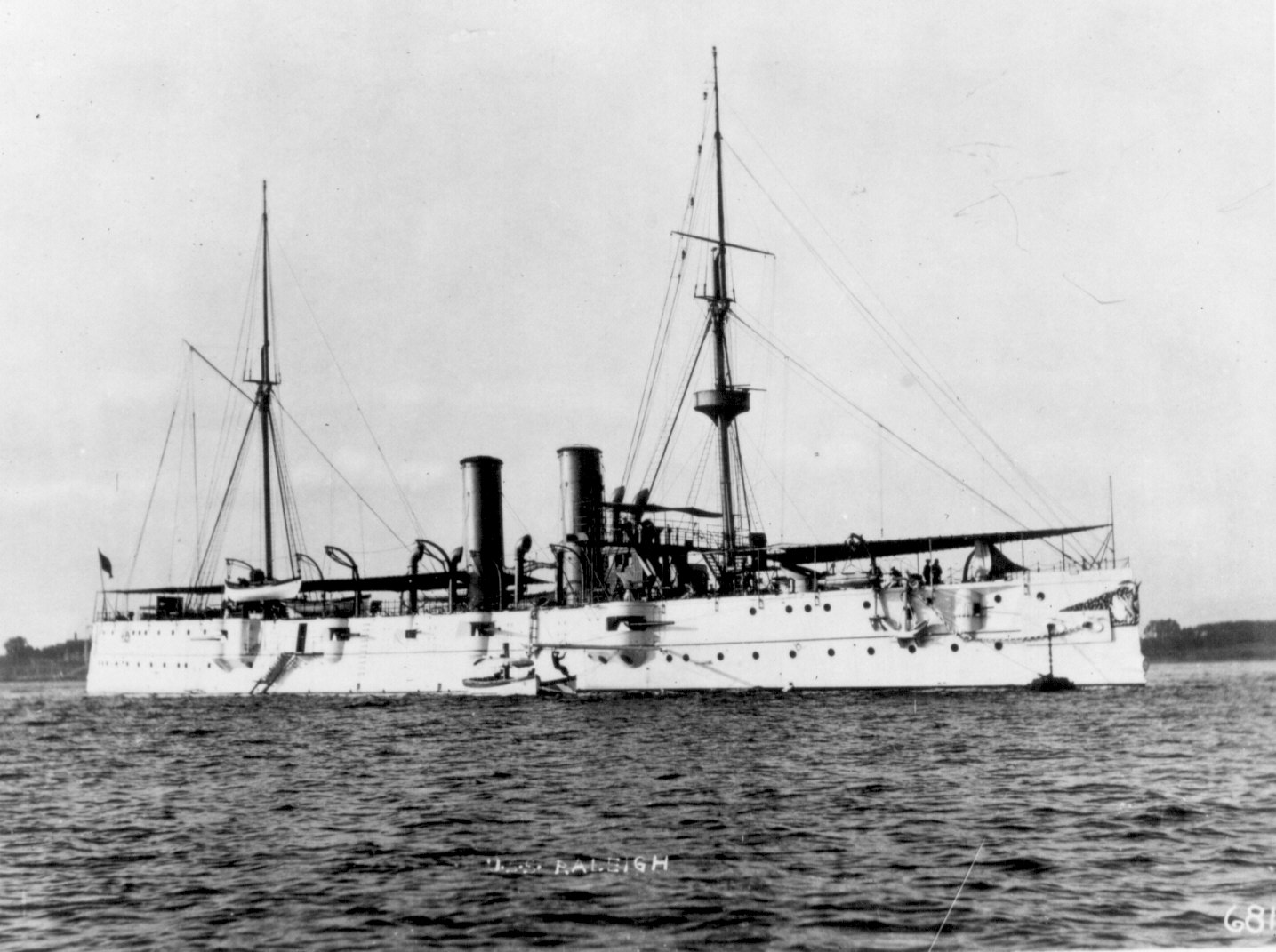
«Роли» (USS Raleigh)

16 октября 1913 года корабль отправился из Йокогамы в Мексику, поскольку там разгорелись беспорядки, в ходе которых могли пострадать немецкоязычные граждане. 8 ноября «Нюрнберг» прибыл в первую мексиканскую гавань — Ла-Пас, а затем отправился в Масатлан, где была основная немецкая база. Крейсер участвовал в сопровождении английских шлюпов «Алджерин», «Шируотер», американских броненосных крейсеров «Питтсбург», «Калифорния», «Мэриленд» и лёгких крейсеров «Нью-Орлеан», «Олбани» и «Роли», а с 25 декабря ещё и сопровождал японский броненосный крейсер «Идзумо».

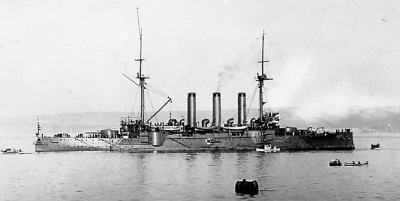
Крейсер Идзумо

20 апреля напряжение между США и Мексикой достигло высшей точки, и «Нюрнберг» стал принимать на борт иностранцев из нейтральных государств. В конце мая 1914 года он направился по маршруту Акапулько-Салина-Крус-Панама для пополнения личного состава и припасов. 7 июля он встретился с «Лейпцигом» в Масатлане, на борт которого и были переведены все иностранцы. 14 июля он ушёл в Сан-Франциско, куда прибыл 18 июля на ремонт. Он затем собирался идти через Гонолулу в Апию, чтобы встретиться с «Шарнхорстом» и «Гнейзенау». Начавшаяся в Европе война должна была заставить экипаж крейсера взять курс на Восточно-Азиатское побережье, но корабль остался в Понапе до 6 августа 1914.

### В Первой мировой

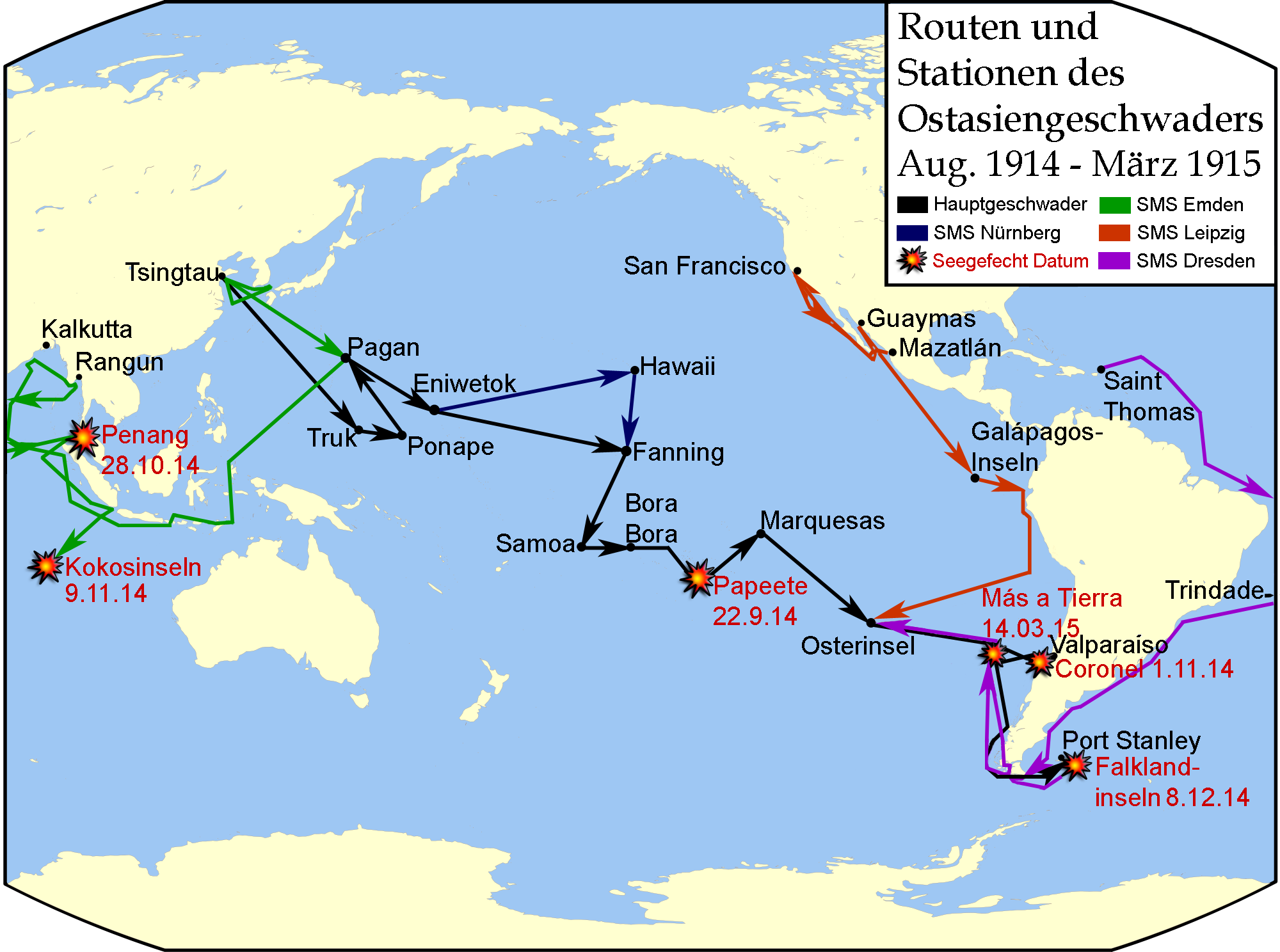
Походы крейсеров в Первую мировую войну; тёмно-синим цветом выделен маршрут «Нюрнберга»

Незадолго до начала Первой мировой войны броненосные крейсера «Шарнхорст» и «Гнейзенау» отправились в плавание в немецкие колонии в южной части Тихого океана. Маршрут изначально проходил через Германскую Новую Гвинею и Германское Самоа. В Понапе началась мобилизация местных жителей, которые изъявили желание отправиться на фронт. Вице-адмирал Максимилиан фон Шпее собрал свою эскадру 11 августа на острове Язычников (Марианские острова). После военного совета вице-адмирал приказал собрать корабли, базировавшиеся на Маршалловых островах, Самоа, Таити и острове Пасхи, и направить их немедленно к берегам Чили. С 22 августа по 8 сентября 1914 «Нюрнберг» шёл в Гонолулу, чтобы успеть собрать все припасы, а затем перекрыть торговое сообщение между Канадой и Австралией, чтобы не позволить британцам пополнять свои сухопутные войска добровольцами из Австралии и оставить их без особо важных припасов, поставлявшихся из Америки (первое нападение на британской конвой было осуществлено близ Папеэте, что заставило британцев начать охрану конвоев в Тихом океане).

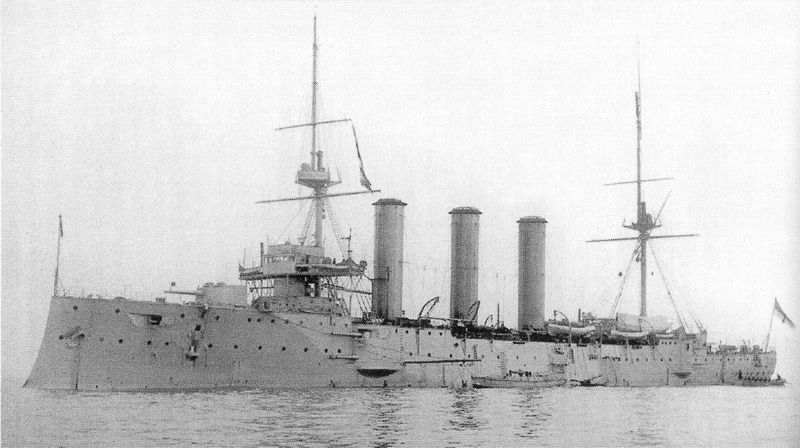
«Монмут»

У чилийского побережья корабли встретились 1 ноября 1914 и приняли недалеко от порта Коронель бой против британской эскадры крейсеров под командованием контр-адмирала Кристофера Крэдока. Немцы одержали победу и уничтожили броненосные крейсеры «Монмут» и «Гуд Хоул». Сам «Нюрнберг» не участвовал в бою, однако около 21:00 его команда обнаружила отставший крейсер «Монмут». Британцы отказались сдаваться, и экипаж «Нюрнберга» открыл огонь по повреждённому «Монмуту», чтобы окончательно потопить его.
С 3 по 4 ноября «Нюрнберг», «Шарнхорст» и «Гнейзенау» стояли в Вальпараисо, пополняя запасы угля. Немецкие корабли «Лейпциг» и «Дрезден» находились у острова Мас-и-Фуэра, поскольку в порты Чили по международному морскому законодательству тех лет запрещалось пускать более трёх кораблей воюющих сторон. 15 ноября эскадра вместе со вспомогательными кораблями «Амазис», «Баден» и «Санта-Изабель» направилась на мыс Горн: Шпее узнал, что британцы отправили свои корабли на перехват его эскадры, и решил прорываться в Германию любой ценой. Это был очень тяжёлый поход: с 21 по 26 ноября корабли скрывались в заливе Сан-Квентина, где для них была подготовлена импровизированная база. «Зейдлиц» к 20 октября вывез из Вальпараисо 4150 т угля, питьевой воды, продовольствия и других запасов. В течение месяца было истрачено 2000 т угля для «Дрездена», и на мель был посажен пароход «Рамзес». Также прибыли суда «Мемфис» и «Люксор» с 6000 т угля, которые также пришлось посадить на мель. Восстановление шло медленно, поскольку не все корабли восстановились после боя близ Коронеля.
Пройдя мыс Горн, корабли сделали ещё одну остановку близ острова Пиктона со 2 по 6 декабря, чтобы догрузить на «Дрезден» побольше угля. Пока шла погрузка, корабли укрывались в бухте Ла-Платы. А вскоре ими было захвачено британское судно «Драммуир» с 2800 т угля, которые также пришлось разгружать. Вскоре Шпее на военном совете 6 декабря отдал приказ: взять курс на Фолклендские острова, разрушить там радиостанцию, угольные карьеры и взять в плен губернатора. Хотя начальник штаба капитан-цур-зее Филис и капитан «Нюрнберга» капитан цур зее фон Шёнберг поддержали решение, против атаки выступили командиры: «Гнейзенау» капитан-цур-зее Меркер, капитан «Дрездена» капитан цур зее Людеке и капитан «Лейпцига» фрегаттен-капитан Хаун. Как оказалось, англичане ввели в заблуждение немцев ложным радиосообщением об уходе британской эскадры в Южную Африку.

### Гибель корабля
В ночь с 7 на 8 декабря 1914 вице-адмирал Шпее начал атаку на базу Порт-Стэнли. «Нюрнберг» и «Гнейзенау» выдвинулись вперёд для разведки, где их поджидал неприятный сюрприз: капитаны судов увидели в гавани Порт-Стэнли мачты и трубы, что означало, что британцы ввели немцев в заблуждение своими радиопереговорами. Завидев два тяжёлых крейсера, оба немецких судна отступили назад. Шпее попытался отступить как можно скорее на восток, но адмирал Фредерик Доветон Стэрди начал погоню: линейный крейсер «Инфлексибл», крейсера «Корнуолл», «Кент» и «Карнарвон», а также лёгкие крейсера «Глазго» и «Бристоль» устремились за немцами. В 12:00 они открыли огонь по немцам, в 13:20 фон Шпее отдал сигнал об отходе лёгких крейсеров на юг, а сам пошёл к тяжёлым крейсерам противника. Британские корабли, которые вели огонь снарядами калибра более 300 мм, легко разгромили немецкую эскадру. «Нюрнберг» пытался отступить на юго-восток, но в 18:30 от огня «Кента» он затонул. 327 человек экипажа погибли, только 7 спаслись. Избежал гибели в том бою только «Дрезден».

## Капитаны
- Фрегаттенкапитен Георг Шур (10 апреля—11 июля 1908)
- Корветтен-/фрегаттен-капитен Карл Тегерт (1 февраля 1910—ноябрь 1911)
- Фрегаттенкапитен/капитен-цур-зее Германн Мерсбергер (ноябрь 1911—19 декабря 1913)
- Фрегаттенкапитен/капитен-цур-зее Карл фон Шенберг (20 декабря 1913—8 декабря 1914)